# Cercomacra parkeri
Cercomacra parkeri е вид птица от семейство Thamnophilidae.

## Разпространение
Видът е разпространен в Колумбия.